# Anton Wilhelm Manthey
Anton Wilhelm Manthey, född 30 maj 1807 i Stavanger, död 28 oktober 1885, var en norsk ämbetsman. Han var bror till August Christian Manthey.
Manthey blev juris kandidat 1834, stiftsoverretsassessor 1843 i Kristiansand och 1848 i Kristiania samt var 1849–84 høyesterettsassessor. Han var medlem av flera kungliga kommittéer, för bland annat pensionsväsendet (1852) och fattiglagen (1853). Dessutom var han riksrättsmedlem 1883–84. 